# Hytale
Hytale byla plánovaná sandboxová hra na hrdiny od kanadského herního studia Hypixel Studios. Hru začali vyvíjet v roce 2015 vývojáři z Minecraft serveru pro více hráčů Hypixel za financování a pomoci od videoherní společnosti Riot Games, která celé Hypixel Studios získala v dubnu 2020. Vývoj hry byl ukončen 23. června 2025.

## Hra
Hru Hytale tvoří procedurálně generovaný fantasy svět vytvořený z bloků různých rozměrů umístěných v trojrozměrné síti. Svět obsahuje různé náhodně generované biomy, monstra a dungeony. Hráči se mohou účastnit miniher, které jsou velmi podobné těm na Minecraft serveru Hypixel, například SkyWars a BedWars. Hráči mají možnost vytvářet i sdílet modifikace hry s upraveným obsahem pomocí nástrojů nacházejících se jak v prohlížeči, tak přímo ve hře. Ve hře i s editorem modelů nazvaného Hytale Model Maker. Hytale je hratelný buď z první, nebo z třetí osoby.

## Vývoj
Vývoj Hytale započal v dubnu 2015; plánované datum vydání oznámeno nebylo, avšak vývojáři odhalili, že hra před rokem 2023 nevyjde.
I po vydání měla hra Hytale nadále dostávat další aktualizace obsahující nové funkce. Vývoj hry byl ukončen 23. června 2025.